# Тригуб Олександр Петрович
Тригуб Олександр Петрович (16 грудня 1975, м. Полтава) — доктор історичних наук, професор (2014), дослідник історії України (друга половина XVIII — перша половина XX ст.) та міжнародних відносин другої половини ХХ — початку XXI століть, Почесний краєзнавець України (2015), голова Миколаївської обласної організації Національної спілки краєзнавців України(з 2011), член правління Наукового товариства історії дипломатії та міжнародних відносин (з 2016), академік Академії соціальних наук України (2017), лауреат Миколаївської обласної премії імені Миколи Аркаса (2018), академік Української академії політичних наук (2019), академік Української академії геополітики та геостратегії (2024), академік Української академії історичних наук (2025), лауреат Премії імені академіка Петра Тронька (2025).

## Біографія
1993-98 — навчався у Миколаївському педагогічному інституті (зараз — Миколаївський національний університет ім. В. О. Сухомлинського). 1998–2000 — аспірант Національного університету «Києво-Могилянська академія», 2000–2006  — доцент кафедри історії та філософії Миколаївської філії Національного університету «Києво-Могилянська академія» (зараз — Чорноморський державний університет ім. Петра Могили), 2006–2009 — докторант кафедри історії для гуманітарних факультетів Київського національного університету імені Тараса Шевченка, з 2009 — доцент, згодом професор кафедри міжнародних відносин та зовнішньої політики Чорноморського державного університету ім. Петра Могили.
2001 року захистив кандидатську дисертацію на тему «Історія Херсонської єпархії (кінець 18 — початок 20 ст.)».
2010 р. – захист дисертації на тему: «Російська православна церква в радянській Україні у 20-30-х роках ХХ ст.: інституційний розкол та міжконфесійні відносини» на здобуття наукового ступеню доктора історичних наук за спеціальністю 07.00.01 – історія України, в Донецькому національному університеті.
У 2005 р. отримав дослідчу стипендію Канадського інституту українських студій Альбертського університету на дослідження історії української православної церкви, а у 2016 р. – стипендію Наукового товариства імені Тараса Шевченка в Америці (НТШ-А, Нью-Йорк, США) з фонду Миколи Шпетка на дослідження історії Української автокефальної православної церкви на Півдні України.
З 2008 — керує секціями «Філософія» та «Теологія» Миколаївського осередку Малої академії наук України; член Миколаївської групи «Реабілітовані історією» (зараз – Обласний центр пошукових досліджень).
У 2014 р. отримав вчене звання професора кафедри міжнародних відносин та зовнішньої політики.
З 2011  — голова Миколаївської обласної спілки краєзнавців, член правління НСКУ.
2012-2021 — завідувач кафедри міжнародних відносин та зовнішньої політики  Чорноморського національного університету ім. Петра Могили.
З 2021 — професор кафедри міжнародних відносин та зовнішньої політики  Чорноморського національного університету ім. Петра Могили.
За його участі було створено провідні фахові журнали України: «Емінак» (Scopus, WoS), «Старожитності Лукомор’я», «Acta de Historia & Politica: Saeculum XXI», також є членом редакційних колегій в українських («Український селянин») і зарубіжних журналах («Danubius» (Scopus, Румунія), «Przegląd Nauk Historycznych» і «Acta Universitatis Lodziensis. Folia Historica» (Scopus, Польща).
Протягом багатьох років бере участь в опонуванні докторських і кандидатських дисертацій з історичних наук (на 2024 р. — участь у захисті 35 дисертацій). Підготував 8 кандидатів наук. У різний час був членом спеціалізованих вчених рад з історичних і політичних наук в Ужгороді, Миколаєві, Черкасах.

## Нагороди
2001 – Почесна грамота Державного комітету України у справах сім’ї та молоді «за вагомий особистий внесок у реалізацію державної молодіжної політики та плідну працю щодо підтримки соціального становлення й розвитку молоді в Україні». 
2006 – Грамота Управління освіти і науки Миколаївської облдержадміністрації «за вагомий внесок у розвиток Миколаївського державного гуманітарного університету імені Петра Могили» та з нагоди 10-річного ювілею.
2008 – Подяка від Управління Служби безпеки України в Миколаївській області «за значний особистий внесок у справу утвердження та зміцнення державної безпеки України».
2012, 2017 – Дипломи Малої академії наук.
2013 – Медаль «За сприяння правоохоронним органам» Міжнародної громадської організації «Спілка генералів органів внутрішніх справ України».
2013 – Грамота МНУ імені В.Сухомлинського.
2013, 2014, 2015, 2019, 2021 – подяки та грамоти ЧНУ імені Петра Могили.
2014 – Медаль Української Православної Церкви «За жертовність та любов до України»; нагороджений почесною грамотою Миколаївського міського голови.
2014 – Грамота Військової частини А0224 «за допомогу в обороні України».
2015 – Почесна грамота Миколаївської міської ради та Почесна грамота Миколаївської обласної державної адміністрації.
2015 – за значний внесок у розбудову краєзнавчого руху у Миколаївській області Національною спілкою краєзнавців України присвоєно звання «Почесний краєзнавець України».
2016 – нагороджений Почесною грамотою Миколаївської міської ради.
2016 – Відзнака «За заслуги перед Миколаївщиною» ІІ ст.
2016 – Грамота Національної спілки краєзнавців України «за значний внесок у розвиток краєзнавчого руху України»
2017 – Почесна грамота Міністерства культури України.
2017 – Грамота Українського державного центру туризму і краєзнавства учнівської молоді МОН України «за плідну співпрацю з розвитку краєзнавства, вагомий особистий внесок у формування системи краєзнавчо-дослідницької діяльності навчальних закладів на засадах національно-патріотичного виховання дітей та молоді».
2018 – Почесна грамота Міського голови м. Миколаєва.
2018 – Подяка Міністерства освіти і науки України «за багаторічну сумлінну працю, вагомий особистий внесок у підготовку висококваліфікованих спеціалістів та плідну науково-педагогічну діяльність».
2018 – Почесна грамота Національної спілки краєзнавців України «за вагомі досягнення у галузі краєзнавства, дослідження й збереження пам’яток матеріальної та духовної культури України»
2018 – Лауреат Миколаївської обласної премії імені Миколи Аркаса у номінації «Історичні, етнографічні та краєзнавчі, археологічні дослідження, охорона культурної спадщини».
2019 – Медаль «90 років журналу «Краєзнавство».
2019 – Подяка Державного архіву Миколаївської області за «відповідальну громадянську позицію щодо збереження національної історичної спадщини, вагомий особистий внесок у забезпечення сталого функціонування архівних установ Миколаївщини».
2020 – Подяка Східноукраїнського національного університету імені Володимира Даля «за багаторічну плідну співпрацю у науковій сфері».
2021 – Грамота Міністерства освіти і науки України «за багаторічну сумлінну працю».
2021 – Пам’ятна медаль Миколаївської обласної ради до 30-річчя незалежності України.
2023 – Почесна грамота Міністерства освіти і науки України.

## Основні праці
Автор більше 300 праць з історії України, краєзнавства, історії міжнародних відносин.
книги
- Розгром української церковної опозиції в Російській православній церкві (1922—1939 рр.) — Миколаїв: ТОВ "Фірма «Іліон», 2009. — 312 с.
- Розкол Російської православної церкви в Україні (1922-39 рр.): між Державним політичним управлінням та реформацією. — Миколаїв: Вид-во ЧДУ імені Петра Могили, 2009. — 300 с.
- Миколаївська область: Час. Події. Особистості. — Миколаїв: ТОВ «Дизайн та Поліграфія», 2012. — 352 с. (у співавторстві)
- Міжнародні гуманітарні організації на Півдні України у 20-х рр. ХХ ст. — Миколаїв: ТОВ "Фірма «Іліон», 2020. — 327 с. (співавтор: Тимур Михайловський)

статті
- Революційні події 1905—1907 рр. і духовенство Херсонської єпархії // Наукові праці: збірник. Т. 5. Історичні науки. — Миколаїв : Видавничий відділ МФ НаУКМА, 2000. — С. 61-66.
- Місіонерська діяльність православної церкви на Півдні України (друга половина ХІХ — початок ХХ ст.) // Наукові праці: збірник. Т. 8. Історичні науки / упоряд. В. І. Андрєєв. — Миколаїв : Видавництво МФ НаУКМА, 2000. — 164 с. — С. 45-49.
- Історія Російської православної церкви на Півдні України (кінець XVIII — початок ХХ ст.): історіографія проблеми // Наукові праці. Історичні науки: науково-методичний журнал. 2001. — № 10. — С. 30-34.
- «Істинно-православна церква» в Україні (1927—1931 рр.) // Гілея: науковий вісник : Збірник наукових праць/ Національний педагогічний університет імені М. П. Драгоманова (Київ), Українська Академія Наук (Київ). — Київ, 2004—2009. — Випуск 20. — 408 с. — С. 89-104.
- Православна церква на Миколаївщині (1917—1954 рр.) // Гілея: науковий вісник : Збірник наукових праць/ Національний педагогічний університет імені М. П. Драгоманова (Київ), Українська Академія Наук (Київ). 2005. — Випуск 3 (липень-вересень). — С. 109—131; // 2005 г. Випуск 4 (жовтень-грудень). — 245 с. — С.16-55.
- Становлення та розвиток православ`я на Миколаївщині (друга половина XVIII-ХІХ ст.) // Краєзнавчий альманах. Духовне багатство-нащадкам: археологія, історія, культура, святині, подвижники землі Миколаївської. — Миколаїв : ОІППО, 2005. — 75 с — С. 10-21.
- Селянство та розкол Російської православної церкви 1920-х рр. // Український селянин. — 2006. — Вип. 10. — С. 148—152.
- Російська Православна Церква у міжнародних відносинах на межі тисячоліть // Емінак. — 2007. — № 1. — С. 80-83.
- Основні напрямки діяльності іноземних консульств на Півдні України у другій половині ХІХ — початку ХХ ст. (на прикладі Миколаєва) // Емінак. — 2007. — № 2. — С. 90-97.
- Діяльність АРА на Миколаївщині (1921—1923 рр.) // Емінак. — 2007. — № 2. — С. 105—116.
- Житомирський єпископ Аверкiй (Кедров) та розкол РПЦ (20-30-i рр. ХХ ст.) // Пiвденний архiв: Збiрник наукових праць. [Сер.:] Iсторичнi науки. — Херсон, 2007. — Вип. 26. — С. 238—244
- Розкол РПЦ 1920—1930-х років у американській історіографії // Наукові праці Миколаївського державного гуманітарного університету ім. Петра Могили комплексу «Києво-Могилянська академія». Сер. : Історичні науки. — 2008. — Т. 83, Вип. 70. — С. 107—117.
- Виникнення та становлення обновленської церкви в Україні (1922—1923 рр.) // Емінак. — 2009. — № 1-4. — С. 51-57.
- Всеукраїнський православний Собор УПАСЦ 1928 р.: підготовка, проведення та результати // Наукові праці [Чорноморського державного університету імені Петра Могили]. Сер. : Історія. — 2009. — Т. 104, Вип. 91. — С. 72-77
- Конфесії Російської православної церкви в Україні у 30-х рр. ХХ ст. // Наукові праці [Чорноморського державного університету імені Петра Могили]. Сер. : Історія. — 2009. — Т. 115, Вип. 102. — С. 36-40.
- Органи НКВС у реалізації розкольницької політики РПЦ в Україні 20-х рр. ХХ ст. // Наукові праці Чорноморського державного університету ім. Петра Могили комплексу «Києво-Могилянська академія». Сер. : Історичні науки. — 2009. — Т. 100, Вип. 87. — С. 72-77.
- Помісний обновленський Собор УПЦ 1925 р.: рішення та їх реалізація // Наукові записки [Вінницького державного педагогічного університету імені Михайла Коцюбинського]. Серія : Історія. — 2009. — Вип. 16. — С. 64-72.
- БОПУПАЦ у боротьбі за поширення ідеї «канонічної» автокефалії (1922—1925) // Гілея: науковий вісник : Збірник наукових праць / Національний педагогічний університет імені М. П. Драгоманова (Київ), Українська Академія Наук (Київ). — 2009. — Випуск 24. — 441 с. — С. 43-52.
- Україна в Чорноморському регіоні: реалії та перспективи // Наукові праці [Чорноморського державного університету імені Петра Могили]. Сер. : Історія. — 2011. — Т. 147, Вип. 134. — С. 54-58. (співавтор: Ю. В. Сустова)
- Діяльність Представництва РПЦ при європейських міжнародних організаціях (2002—2011 рр.) // Наукові праці: науково-методичний журнал. — Вип. 159. Т. 171. Історія. — Миколаїв: Вид-во ЧДУ імені Петра Могили, 2012. — С. 70-74.
- Ялтинська конференція 1945 р. на сторінках радянської преси (на матеріалах газети «Известия») // Наукові праці: науково-методичний журнал. — Вип. 168. Т. 180. Історія. — Миколаїв: Вид-во ЧДУ імені Петра Могили, 2012. — С. 110—113.
- Міжнародні ініціативи РПЦ у зовнішній політиці СРСР (1945—1991 рр.) // Науковий вісник Миколаївського національного університету імені В. О. Сухомлинського : Збірник наукових праць. Вип. 3.32. Історичні науки / ред. В. Д. Будак. — Миколаїв : МНУ ім. В. О. Сухомлинського, 2012. — 352 с. — С. 214—220
- Переслідування єврейських політичних партій на Миколаївщині (1921—1927 рр.) // 220 років разом. Матеріали I Міжнародної науково-практичної конференції. Випуск I / Гол. ред. Шитюк М. М. — Миколаїв: Видавець Шамрай П. М., 2012. — С. 194—201.
- Сектантський та розкольницький елемент в житті Херсонської єпархії (1775—1800 рр.) // Аркасівські читання: матеріали II Міжнародної наукової конференції (27-28 квітня 2012 р.). — Миколаїв: МНУ імені В. О. Сухомлинського, 2012. — С. 196—198.
- Міжнародні зв’язки Південної України: джерела на сторінках часопису «Записки Одеського товариства історії та старожитностей» // Історичний архів. — 2012. — Вип. 8. — С. 164—168.
- Миротворча діяльність РПЦ на пострадянському просторі (1992—2012 рр.) // Наукові праці [Чорноморського державного університету імені Петра Могили]. Сер. : Історія. — 2012. — Т. 198, Вип. 186. — С. 41-44.
- Ялтинська європейська стратегія: перспективи євроінтеграції України // Історичний архів. — 2013. — Вип. 10. — С. 114—122. (співавтор: П. М. Тригуб)
- Дворянське землеволодіння Кривоозерщини (кінець ХV — початок ХХ ст.) // Науковий вісник Миколаївського національного університету імені В. О. Сухомлинського. Історичні науки. — 2013. — Вип. 3.35. — С. 82-87.
- Маловідомі сторінки історії церкви у с. Покровка на Кінбурнській косі // Емінак. — 2013. — № 1-4. — С. 5-13.
- Міжнародна організація «Джойнт» в економічній розбудові Південної України (20-30-ті роки ХХ ст.) // Науковий вісник Миколаївського національного університету імені В. О. Сухомлинського. Історичні науки. — 2013. — Вип. 3.34. — С. 113—119.
- Рецензія на підручник: Казьмирчук М. Г. Етнополітика: підручник для студентів історичного факультету 1 курсу ОКР «Магістр». — К.: ПП «КП УкрСіч», 2013. — 360 с. // Гілея: науковий вісник. — 2013. — № 73. — С. 381.
- Становлення зовнішньополітичної концепції РПЦ в умовах глобалізації // Науковий вісник Миколаївського національного університету імені В. О. Сухомлинського. Історичні науки. — 2013. — Вип. 3.35. — С. 207—211.
- Ялтинська європейська стратегія: перспективи євроінтеграції України // Історичний архів. — 2013. — Вип. 10. — С. 114—122. (співавтор: О. П. Тригуб)
- Кривошея І. Неурядова старшина Української козацької держави (ХVІІ-ХVІІІ ст.) // Український історичний журнал. — 2014. — № 4. — С. 210—211.
- Антирелігійна комісія як засіб розколу РПЦ (1922—1929 рр.) // Емінак. — 2015. — № 1-2. — С. 11-25.
- Розкол Російської православної церкви в Україні (1920-1930-ті роки) // Емінак. — 2014. — № 1-2. — С. 34-41.
- Бабенко Л. Л. Радянські органи державної безпеки в системі взаємовідносин держави і православної церкви в Україні (1918 — середина 1950-их рр.): монографія / Л. Л. Бабенко. — Полтава: ТОВ «АСМІ», 2014. — 549 с // Історична пам’ять. — 2015. — Вип. 32. — С. 152—154.
- КИРОВОГРАДСКОЕ ВИКАРИАТСТВО. Православная энциклопедия. — М. : Церковно-научный центр «Православная энциклопедия», 2014. — Т. XXXV. — С. 38-46. — ISBN 978-5-89572-041-7.(рос.)
- КРЕМЕНЧУГСКАЯ И ЛУБЕНСКАЯ ЕПАРХИЯ. Православная энциклопедия. — М. : Церковно-научный центр «Православная энциклопедия», 2015. — Т. XXXVIII. — С. 526-533. — ISBN 978-5-89572-029-5.(рос.) (у співвторстві)
- Діяльність Канади в Організації американських держав (1990—2015) // Наукові праці [Чорноморського державного університету імені Петра Могили комплексу «Києво-Могилянська академія»]. Серія : Історія. — 2015. — Т. 264, Вип. 251. — С. 42-46.
- Конфесії РПЦ в Україні на шляху до автокефалії (20-30-і роки ХХ ст.) // Емінак. — 2015. — № 4. — С. 53-63.
- Політика США відносно Республіки Таджикистан // Молодий вчений. — 2015. — № 1 (2). — С. 190—194.
- Сучасні доктрини та концепції зовнішньої політики США щодо Центральної Азії // Молодий вчений. — 2015. — № 2 (5). — С. 179—182.
- Одеська «Комісія по боротьбі з антирадянськими партіями» та єврейські партії Південної України (1922 р.) // V Міжнародна науково-практична конференція «Історичні мідраші Північного Причорномор’я» : матеріали (19-21 квіт. 2016 р.) / Миколаїв. обл. держ. адмін. [та ін.]; гол. ред. М. М. Шитюк. — Миколаїв : Тип. Шамрай, 2016. — Т. 1. — С. 322—331.
- Американські консули на Півдні України (1829—1919 рр.) // Американська історія та політика. — 2016. — № 1. — С. 19-27.
- Єпископ УАПЦ Антон Гриневич (1875—1937 рр.) // Емінак. — 2016. — № 3 (1). — С. 44-51.
- Боротьба за українізацію православ’я у Херсонсько-Одеській єпархії часів національно-визвольних змагань (1917—1920 рр.) // Емінак. — 2017. — № 3 (1). — С. 24-29.
- УАПЦ на Єлисаветградщині: від світанку до згасання // Емінак. — 2017. — № 4 (2). — С. 52-60.
- Політико-правові основи відносин України та північно-африканських країн // Молодий вчений. — 2018. — № 4(2). — С. 609—613.
- Українська діаспоріана // Емінак. — 2018. — № 2(2). — С. 155—156.
- Консульська служба Німеччини у Північному Приазов'ї очима бердянських істориків. Рец.: Лиман І., Константінова В. Німецькі консули в Північному Приазов’ї. Дніпро: ЛІРА, 2018. — 500 с. // Емінак. — 2019. — № 2. — С. 208—210.
- Слово редактора // Емінак. — 2019. — № 1. — С. 7-8.
- Чарльз Ханмер Діксон — перший британський консул у Сухум-Кале (1858—1865 рр.) // Старожитності Лукомор’я. — 2020. — № 1. — С. 115—126.
- Від Кавказу до Абіссінії: важкий шлях британського консула Чарльза Дункана Кемерона (1825—1870 рр.) // Старожитності Лукомор’я. — 2020. — № 2. — С. 39-46.
- З думкою про допомогу: АРА на Півдні України у 1921—1923 рр. // Старожитності Лукомор’я. — 2020. — № 2. — С. 47-77.
- Протягивая руку помощи… американская гуманитарная помощь населению Тираспольского уезда (1922-1923 гг.) // Вестник Томского государственного университета. История. — 2020. — № 66. — С. 58—64. (у співвторстві з Вовчук_Людмила)